# Стрижи (пилотажная группа)
«Стрижи́» — авиационная группа высшего пилотажа Военно-воздушных сил России, сформирована 6 мая 1991 года на базе 234-го гвардейского Проскуровского авиаполка из лётчиков подмосковной авиабазы Кубинка. Входит в состав Центра показа авиационной техники имени И. Н. Кожедуба. Выполняет групповой и одиночный пилотаж на истребителях МиГ-29 (МиГ-29СМТ).
«Стрижи» базируются на расположенном в 60 километрах от Москвы аэродроме Кубинка. Лётчики Кубинки первыми в СССР освоили одиночный и групповой высший пилотаж на реактивных истребителях: 1 мая 1946 года они впервые прошли над Москвой в строю парадного расчета. Сегодня Кубинка известна как школа № 1 пилотажного мастерства в России. В начале мая 2011 года пилотажная группа «Стрижи» отпраздновала своё 20-летие новой лётной программой. Спустя пять лет, 21 мая 2016 года, пилотажная группа «Стрижи» отметила уже четвертьвековой юбилей, который они праздновали совместно с «Русскими Витязями».

## История группы
Пилотажная группа «Стрижи» входит в 234-й гвардейский Проскуровский истребительный авиационный полк 16-й воздушной армии. Свою историю он ведёт с 1950 года, когда началось формирование нового 234-го истребительного авиационного полка. Костяком лётного состава стали лётчики-пилотажники. Главной задачей полка была подготовка и проведение традиционных воздушных парадов над Москвой, первый из которых состоялся 1 мая 1951 года.
С середины 1950-х годов в Кубинке стали проводиться наземные и лётные показы боевой авиационной техники слушателям военных академий, руководству Министерства обороны и Генерального штаба, руководителям советского государства и коммунистической партии, делегатам съездов КПСС, а также государственным и военным делегациям иностранных государств. С начала 1960-х годов лётчики 234-го «пилотажного» полка кроме учебно-боевой подготовки, участия в воздушных парадах и показах авиационной техники стали регулярно эскортировать в воздухе самолёты глав и руководителей иностранных государств, прибывающих в Москву. Кроме самолётов официальных делегаций лётчики полка эскортировали и самолёты, на борту которых находились первые советские космонавты.
9 июля 1961 года в День воздушного флота СССР в Тушино был проведён грандиозный воздушный парад, в котором самое активное участие приняли лётчики 234-го полка.

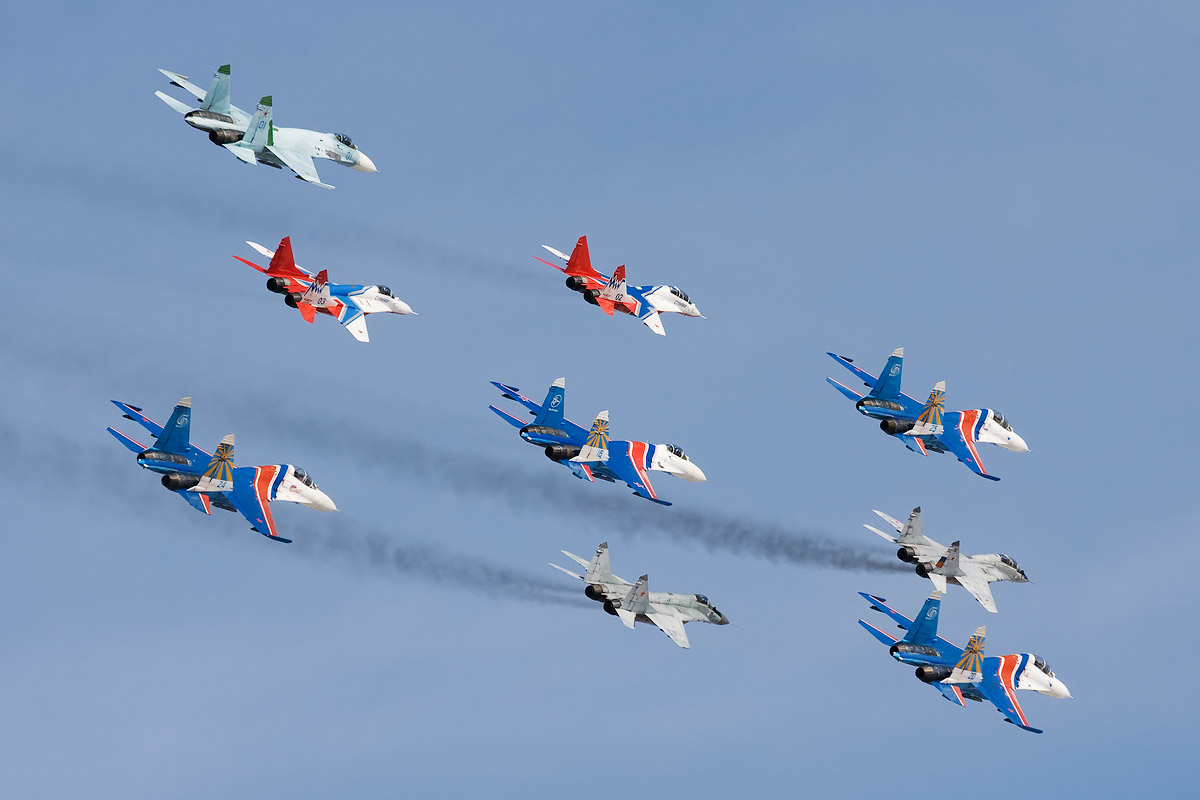
«Стрижи» и «Русские Витязи»

В 1983 году 234-й гвардейский истребительный авиационный полк первым в советских ВВС приступил к освоению истребителя МиГ-29. В 1986 году состоялся визит группы из шести МиГ-29 на финскую авиабазу Риссала, во время которого впервые за границей были показаны советские истребители четвёртого поколения. В 1990 году перед лётчиками эскадрильи, летавших на МиГ-29 была поставлена задача освоить пилотаж в плотном строю в составе шести самолётов. Пилоты летали с интервалом и дистанцией около 3-х метров, выполняя сложный комплекс фигур.

### Начало полётов
В 1988 году два самолёта МиГ-29 посетили авиасалон в Фарнборо, через год их продемонстрировали в Ле-Бурже. Готовясь к международному дебюту, лётчики задумались об имиджевой стороне своей деятельности. Для самолётов МиГ-29 и МиГ-29УБ придумали оригинальную раскраску — белые фюзеляжи и ярко-синие кили, по бортам проходили синие молнии, на воздухозаборниках под наплывами появились эмблемы группы — чёрные стрижи на красном фоне. Эти верткие птицы и дали название группе — в историю группа вошла под именем «Стрижи».
Официальным днем рождения авиационной группы высшего пилотажа считается 6 мая 1991 года. В тот день «Стрижи» дебютировали в воздухе на самолётах с оригинальной окраской и новым названием. Первым командиром АГВП Стрижи стал гвардии майор Дятлов Александр Михайлович.

### 1990-е годы
В мае 1991 года «Стрижи» посетили Швецию. Полёты могли наблюдать только коллеги и немногочисленные представители СМИ, так как на авиабазу Уппсала широкие массы шведского народа доступ не получили. На широкой публике «Стрижи» появились в мае 1992 года, когда группу пригласили принять участие в грандиозном воздушном празднике на авиабазе Реймс, проводившимся в честь 50-летия прославленного полка «Нормандия-Неман». За два года группа дала 50 выступлений на воздушных праздниках и официальных показах в Кубинке и различных городах России.

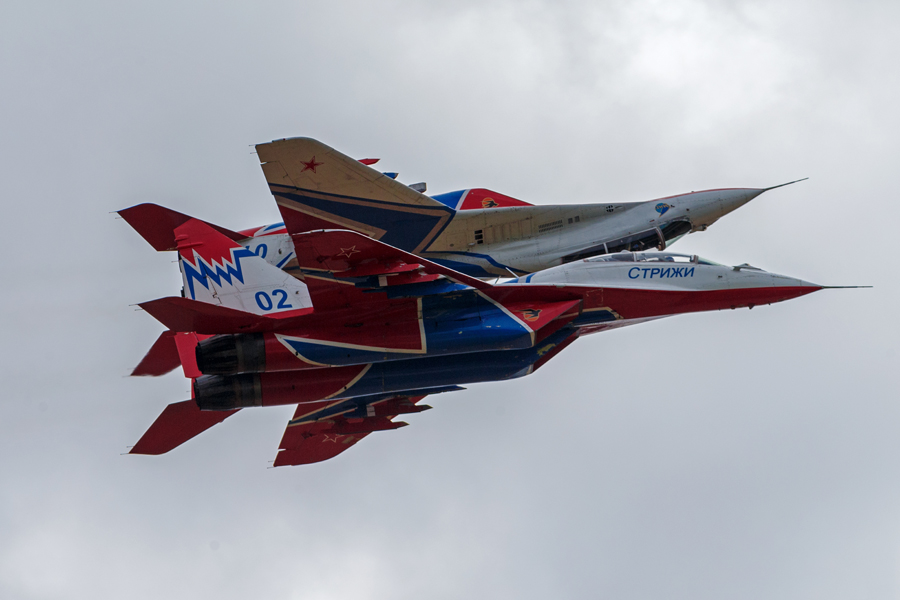
Фигура высшего пилотажа «зеркало»

В 1993 году группа принимала участие в авиасалоне МАКС-93, а осенью того же года посетила Бельгию и Таиланд. В декабре «Стрижей» пригласили участвовать в авиасалоне LIMA—93. В Малайзию самолёты доставлялись в разобранном виде военно-транспортными самолётами. Тогда авиационная пилотажная группа «Стрижи» была удостоена звания «Лучшая пилотажная группа мира».
В 1994 году «Стрижи» приняли участие в воздушном празднике на аэродроме Шпренгер в Германии. В мае 1995 года эскадрилья выполняла функцию эскорта самолёта лидера Ту-160 над Поклонной горой во время грандиозного воздушного парада в честь 50-летия Победы в Великой Отечественной войне. В августе того же года приняли участие в авиасалоне МАКС-95.
В 1996 году приняли участие в гидроавиасалоне «Геленджик-95», а также побывали за границей, приняв участие в авиашоу на финской базе Оулу. 1997 год ознаменовался богатой программой выступлений на авиашоу в болгарском городе Варна, визитом в Голландию в составе российской военной делегации, выступлением на МАКС-97, а также выступлением над Тушино на воздушном празднике в честь 850-летия Москвы. На международном авиасалоне в Финляндии в 1997 году командир группы Николай Дятел занял первое место в одиночном пилотаже.
В 1998 году группа выступила на гидроавиасалоне в Геленджике, посетила Оренбург и Екатеринбург. Приняла участие в учениях «Боевое содружество-98» на полигоне Ашулук под Астраханью. В 1999 году выступила на МАКС-99.

### 2000-е годы
2001 год, открывший новое тысячелетие, стал в чём-то рубежным и для «Стрижей». Ряды группы пополнились новыми лётчиками. Программу сольного пилотажа стал отрабатывать гвардии подполковник Вадим Шмигельский, и в октябре 2001 года на празднике в Астрахани он выполнил свой первый показ. Начали осваивать групповой высший пилотаж гвардии подполковник Михаил Логинов, гвардии майоры Валерий Морозов, Игорь Соколов, Сергей Осяйкин, Дмитрий Копосов, гвардии капитан Алексей Прохоров. Зима и весна прошли в напряжённых тренировках, а в сентябре 2002 года группа блестяще выступила над морским заливом в Геленджике во время очередного гидроавиасалона.

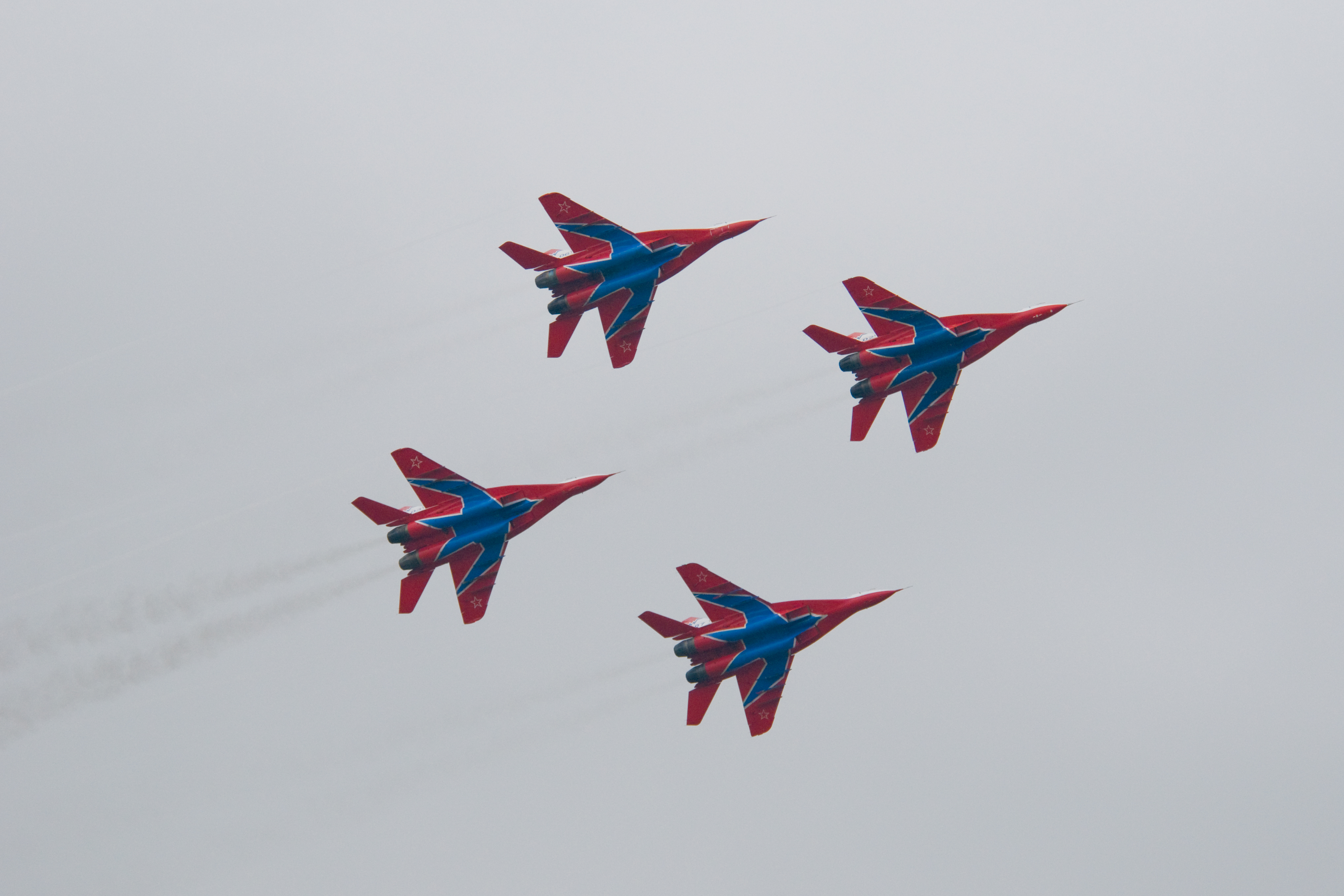
«Стрижи» на МАКС-2009

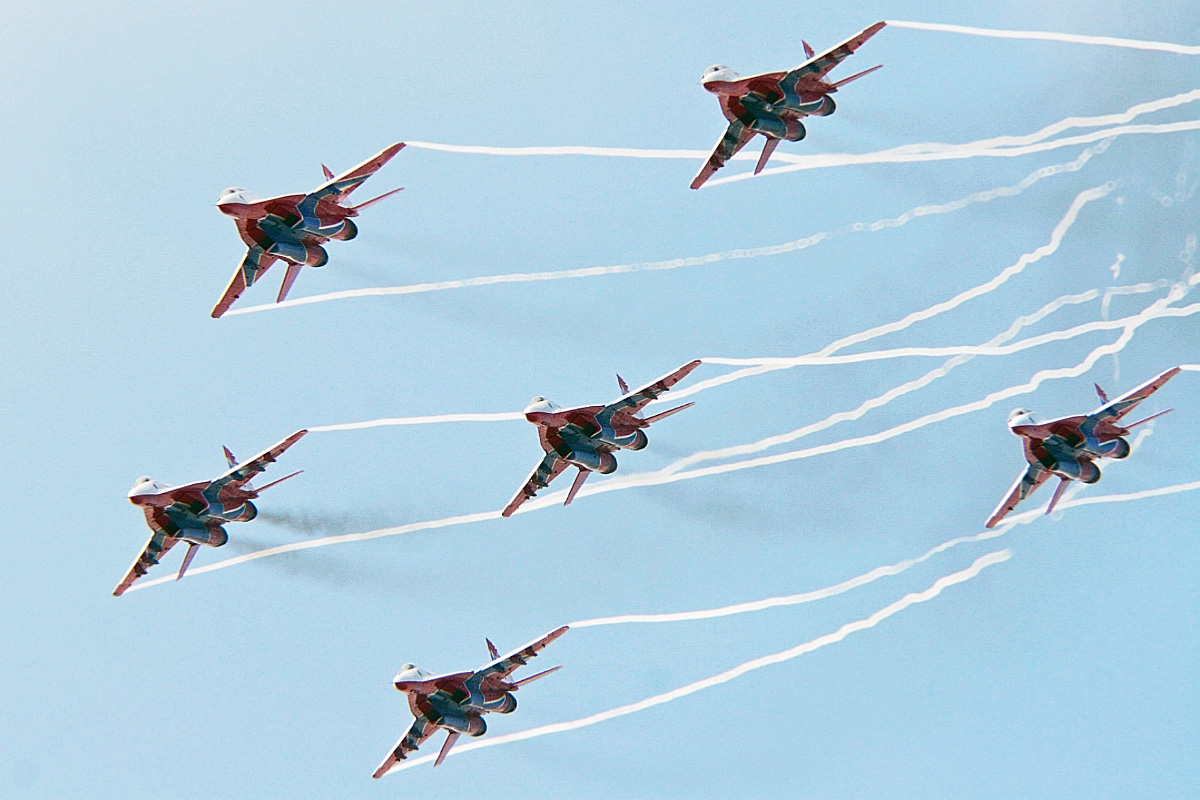
«Стрижи» на МАКС-2007

Зимой 2003 года самолеты МиГ-29 прошли плановый ремонт и приобрели новую схему окраски. МиГи перекрасили в новую красно-белую форму с ярко-синим силуэтом стрижа сверху и снизу, буквами «МиГ» на килях. Впервые в новом обличье их продемонстрировали публике 15 марта 2003 года во время празднования 65-летия полка. С этого момента начинается активное сотрудничество с пилотажной группой «Русские Витязи». В этом году на авиабазе Кубинка была проведена огромная работа по замене покрытия и оборудования взлётно-посадочной полосы, на время которой пилотажные группы перелетали на авиабазу в Андреаполь.
В последующие годы группа активно участвовала в авиашоу в России и за рубежом. В 2007 году семёрка самолётов МиГ-29, взлетев с ВПП авиабазы Кубинка, взяла курс на Астрахань — промежуточный пункт маршрута — с конечной целью аэродром Эль-Айн в Объединённых Арабских Эмиратах. «Стрижи» приняли участие во всех показах авиасалона МАКС. 9 мая 2010 года группа пролетела над Красной площадью совместно с «Русскими Витязями» во время воздушной части парада Победы.

### 2010-е
В начале июня 2011 года появилась информация о том, что пилотажная группа будет расформирована.
В начале мая 2012 года группа совместно с «Русскими Витязями» должна была принимать участие в выставке KADEX-2012 в Астане. Визит, однако, был сорван по неизвестным причинам, несмотря на имеющиеся международные договорённости и длительную подготовку. В запланированные дни лётчики выполнили перелёт через Энгельс в Челябинск, однако разрешения на пересечение границы и перелёт в Казахстан от российского правительства так и не получили. 5 мая группа вернулась в Кубинку.
2 июня 2012 «Стрижи» в составе ромба в сложных метеоусловиях провели показ на праздновании 70-летия 1 Ленинградского Краснознаменного командования ВВС и ПВО над аэродромом Пушкин Ленинградской области.
Группа приняла участие в праздновании 100-летия сербских ВВС в сентябре 2012 года.
Выступила 16 октября 2014 года в Сербии, на параде в Белграде.
В 2014 и 2015 годах выступала в Чебоксарах, участвуя в мероприятиях, связанных с празднованием Дня города.
17 июня 2015 года «Стрижи» выступили на Международном военно-техническом форуме «Армия-2015».
7 сентября 2016 года группа выступила на Международном военно-техническом форуме «Армия-2016».
с 25 по 27 августа 2017 года пилотажная группа  выступила на Международном военно-техническом форуме «Армия-2017».
В 2017 году выступила на Международном авиационно-космическом салоне.
В августе 2018 года в рамках военно-технического форума «Армия-2018» «Стрижи» продемонстрировали новую формацию: «звезда».
В сентябре 2018 года приняли участие в авиашоу«Гидроавиасалона-2018» в Геленджике.
20 сентября 2018 года выступили на праздновании 75-летия 22-й гвардейской тяжёлой бомбардировочной авиационной Донбасской Краснознамённой дивизии.
30 сентября 2018 года пилотажная группа выступила на церемонии открытия Гран-при России 2018 в Сочи.
6 октября 2018 года пилотажная группа «Стрижи» выступили на акции «Военная служба по контракту — твой выбор!» в Костроме.
13 октября 2018 года провели авиашоу в рамках празднования 2800-летия Еревана и 20-летия российской авиабазы «Эребуни».
27 октября 2018 года группа выступила на акции «Военная служба по контракту — твой выбор!» в Казани.
3 ноября 2018 года авиационная группа высшего пилотажа «Стрижи» провела показательные выступления в Краснодаре в рамках празднования 80-летия Краснодарского высшего военного авиационного училища.
26 — 29 ноября 2018 года приняли участие в 9-м международном авиасалоне в Иране.
27 января 2019 года «Стрижи» приняли участие в военном параде посвященному 75-летию со дня полного освобождения Ленинграда от фашистской блокады.
22 февраля 2019 года группа выступила на акции «Военная служба по контракту — твой выбор!» в Астрахани.
1 июня 2019 года приняли участие в авиашоу «Авиадартс-2019» на полигоне Чауда. А 8 июня группа выступила на закрытии конкурса в Севастополе.
27 июня 2019 года «Стрижи» открыли летную программу международного военно-технического форума  «Армия-2019».
18 и 19 июля пилотажная группа в рамках празднования дня металлурга провела авиашоу в Магнитогорске.
10 августа в рамках «Авиадартс-2019» приняли участие в показательных выступлениях «Авиамикс» на полигоне Дубровичи. 17 августа «Стрижи» участвовали в воздушном показе на закрытии конкурса в Дягилево.
24 августа 2019 года выступили в Чебоксарах на мероприятии, связанном с празднованием 550-летия города.
Пилотажная группа выступила Международном авиационно-космическом салоне-2019.
14 сентября 2019 года «Стрижи» выступили в Челябинске в рамках празднования дня города.
21 сентября 2019 года группа провела авиашоу в Ставрополе в рамках празднования дня города.
5 октября 2019 года приняли участие в праздновании дня города в Мурманске.
8 февраля 2020 года «Стрижи» приняли участие в параде посвященному 80-летию Гвардейского Тернопольского ордена Кутузова III степени авиационного полка.
25 июля 2020 года приняли участие в авиационном празднике «Я выбираю небо!» в городе Казань.
28 августа 2020 года авиагруппа выступила на Международном военно-техническом форуме «Армия-2020».
19 сентября 2020 года группа выступила в Барнауле в рамках празднования дня города.

### 2020-е
15 мая 2021 года «Стрижи» совместно с «Русскими Витязями» отпраздновали свой 30-летний юбилей с момента основания пилотажных групп.
22 мая 2021 года пилотажная группа поздравила с 50-летием Борисоглебский учебный авиаполк Краснодарского высшего военного авиационного училища имени Серова.
12 июня 2021 года пилотажная группа «Стрижи» в честь 800-летия со дня рождения Александра Невского и Дня России провела авиашоу в Переславле-Залесском.
10 июля 2021 года группа провела показательное выступление в городе Кемерово в рамках празднования 300-летия Кузбасса.
7 августа 2021 года авиационная группа приняла участие в празднике «Я выбираю небо!» в городе Казань.
14 августа 2021 года «Стрижи» выступили на Кубке имени В.П. Чкалова по авиационным гонкам «Формула – 1» в Нижнем Новгороде.
24 августа 2021 года авиагруппа выступила на Международном военно-техническом форуме «Армия-2021».
2 октября 2021 года группа приняла участие в праздновании 85-летия Челябинского высшего военного авиационного Краснознаменного училища штурманов.
23 февраля 2022 года пилотажная группа приняла участие в праздновании 80-летия 761 учебного авиационного полка.
9 июня 2022 года группа выступила в Иннополисе в рамках празднования дня города.
31 июля 2022 года «Стрижи» выступили на авиашоу «Будем жить!» в Мочище.
6 августа 2022 года авиационная группа приняла участие в празднике «Я выбираю небо!» в городе Казань.
20 и 21 августа 2022 года выступили на Международном военно-техническом форуме «Армия-2022».
26 августа 2022 года авиационная группа высшего пилотажа «Стрижи» провела авиашоу в городах Кемеровской области: Кемерово, Новокузнецк и Полысаево в рамках празднования дня шахтёра.
12 августа 2022 года в рамках празднования 110-летия Военно-воздушных сил России выступили на торжественном мероприятии в парке Патриот.
30 июля 2023 года группа выступила на авиашоу «Виват, Россия» в Мочище.
4 августа 2023 года авиационная группа приняла участие в празднике «Я выбираю небо!» в городе Казань.
4 августа 2024 года выступили в Нижнем Новгороде на мероприятии посвященном 120-летию со дня рождения летчика-испытателя Валерия Чкалова.
21 августа 2023 года «Стрижи» выступили на церемонии открытия Международного военно-морского салона-2023.
19 августа 2024 года приняли участие в праздновании дня города в Чебоксарах.
23 августа 2024 года в рамках празднования дня шахтёра в Кузбассе состоялось авиашоу в Кемерово и Новокузнецке.

## Совместные полёты с «Русскими Витязями»
«Стрижи» и «Русские Витязи» проводили совместные полёты ещё с конца XX века (такие тренировки были продолжены с осени 2002 года в разных пилотажных порядках восемью, девятью и десятью самолётами) и, накопив большой опыт, в настоящее время выступают с большой совместной программой.
15 марта 2003 года во время празднования 65-летия полка, впервые состоялся публичный совместный пилотаж «Стрижей» с «Русскими Витязями», 12 июня они одним строем прошли над Красной площадью в честь Дня России, а в августе лётчики двух групп выступили на авиасалоне МАКС-2003 в Жуковском.
На открытии нового Международного Фестиваля Пилотажных Групп в Жуковском в августе 2004 года «Стрижи» и «Русские Витязи» впервые на широкой публике в присутствии многочисленных иностранных делегаций представили свою новую программу «большого ромба» из девяти самолётов, включающей в себя фигуры высшего пилотажа в совместном строю МиГ-29 и Су-27, и работу групп после роспуска.

## Программа выступлений

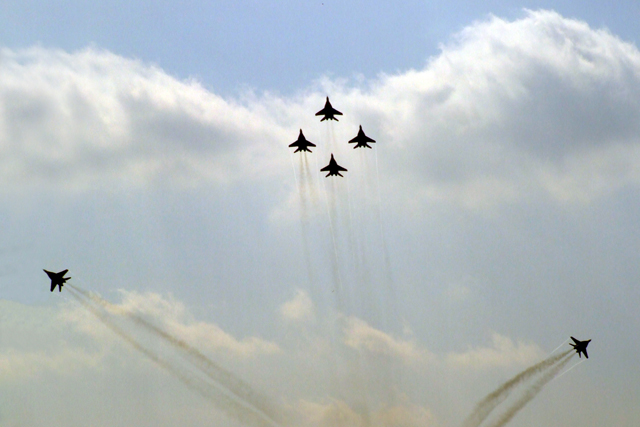
МАКС-2007. Роспуск самолётов

Группа имеет большой репертуар фигур высшего пилотажа, осуществляемого группой и парой самолётов, а также одиночные выступления. В комплекс выступлений входят такие пилотажные порядки как «пирамида», «молот», «звезда», «стрела», «крест» и «крыло». На авиасалоне МАКС-2007 группа из 9 самолётов (4 МиГ-29 «Стрижи» и 5 Су-27 «Русские Витязи») в пилотажном порядке «Большой бриллиант» («большой ромб», «смешанный ромб») выполнили «бочку». Этого (в смешанном строю из разных типов самолётов) не удавалось ещё никогда ни одной пилотажной группе в истории мировой авиации. Не так давно у группы появился новый элемент программы, когда шестёрка «Стрижей» выполняет петлю с выпущенным шасси и включёнными фарами. Динамичный групповой и индивидуальный высший пилотаж лётчиков группы получил высокую оценку во многих странах мира.

## Аварии
- В 2006 году самолет МиГ-29УБ пилотажной группы «Стрижи» упал сразу после взлёта из пермского аэропорта Большое Савино. Экипаж в составе Николая Дятла и Игоря Куриленко успешно катапультировался. Пилотажная группа «Стрижи» направлялась из Кубинки в Тюмень для выполнения демонстрационных полётов. В аэропорту Большое Савино осуществлялась плановая дозаправка. Причиной аварии стало попадание птиц в оба двигателя. На месте падения самолёта жертв и разрушений не было[67].

## Командиры группы
- Дятлов Александр Михайлович, с 1991 по 1996 год, с 1996 по 2000 ведущий
- Дятел Николай Михайлович
- Селютин Виктор Маркович
- Морозов Валерий Анатольевич
- Мусатов Максим Геннадьевич, с декабря 2012 года[источник не указан 4300 дней]
- Осяйкин Сергей Иванович, Заслуженный военный лётчик РФ
- Кузнецов Денис Анатольевич

## Лётный состав группы
|                       |                           |                         |  |
| Майор Д. А. Рыжеволов | Подполковник Д. С. Зубков | Полковник С. И. Осяйкин |  |

- Рыжеволов Дмитрий Алексеевич. Заместитель командира авиационной группы высшего пилотажа «Стрижи», майор, правый ведомый.
- Зубков Дмитрий Сергеевич. Начальник службы безопасности полётов ЦПАТ, подполковник, левый ведомый.
- Осяйкин Сергей Иванович, полковник, ведущий. Заместитель командира ЦПАТ по летной подготовке, Заслуженный военный лётчик России.
- Кузнецов Денис Анатольевич. Командир авиационной группы высшего пилотажа «Стрижи», подполковник, хвостовой ведомый.
- Синькевич Сергей Александрович. Командир звена авиационной группы высшего пилотажа «Стрижи», майор, крайний правый ведомый.
- Дудников Василий Владимирович. Командир звена авиационной группы высшего пилотажа «Стрижи», майор, крайний левый ведомый

## В филателии
- В 2021 году Почта России выпустила сцепку, посвященную пилотажным группам «Русские витязи» и «Стрижи»[68].

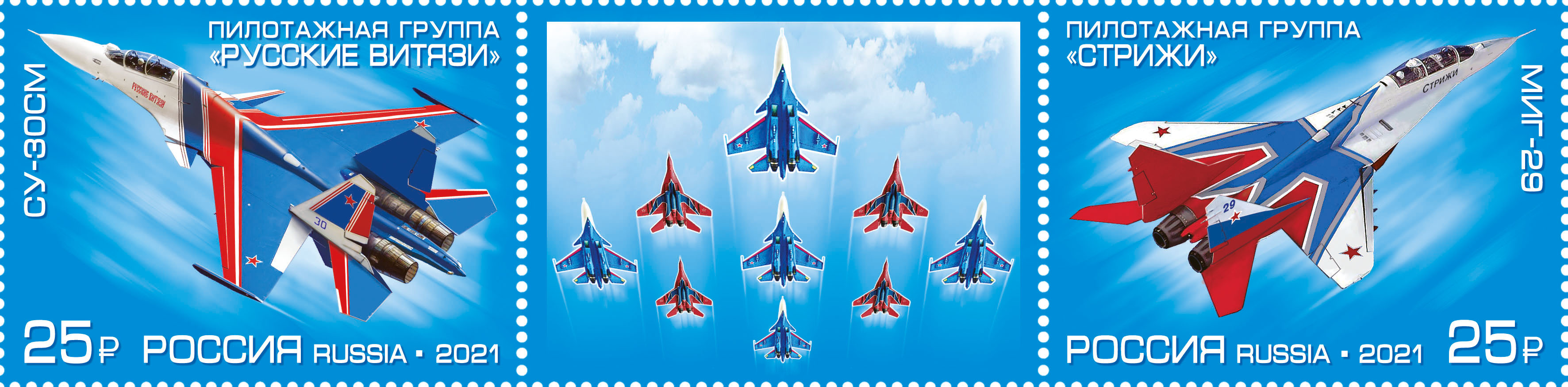
Пилотажные группы «Русские витязи» и «Стрижи» на сцепке России 2021 года

## Фотографии
|                                               |                                      |                                                                   |          |
| «Стрижи» на авиасалоне в Ульяновске, 2008 год | «Стрижи» в полном составе, МАКС-2007 | «Большая девятка» — пилотажные группы «Русские витязи» и «Стрижи» | МиГ-29УБ |